# Heart-Shaped Box
«Heart-Shaped Box» (с англ. — «Шкатулка в форме сердца») — песня американской рок-группы Nirvana, написанная вокалистом и гитаристом Куртом Кобейном. Песня была выпущена в качестве ведущего сингла из третьего и последнего студийного альбома группы In Utero 30 августа 1993 года. Хотя сингл не был выпущен в США, чтобы не конкурировать с продажами альбомов, песня широко транслировалась по американскому радио, заняв первое место в чарте Billboard Modern Rock Tracks. Физический сингл вошел в десятку лучших в нескольких странах, включая Португалию, Великобританию, Ирландию, Финляндию и Новую Зеландию.
«Heart-Shaped Box» была последней песней, исполненная группой вживую 1 марта 1994 года в Мюнхене. Она также стала последней песней Nirvana, на которую был снят видеоклип перед самоубийством Кобейна в апреле 1994 года. Видео, снятое Антоном Корбайном, получило две награды, в том числе за лучшее альтернативное видео, на церемонии MTV Video Music Awards 1994 года.

## Написание и запись
Курт Кобейн написал «Heart-Shaped Box» в начале 1992 года. Кобейн забыл о песне на некоторое время, но снова начал работать над ней когда он и его жена Кортни Лав переехали в дом на Голливудских холмах. В интервью 1994 года журналу Rolling Stone, Лав сказала, что она слышала как он работает над риффом песни в чулане. Когда она спросила его, может ли она использовать рифф для одной из её песен, он ответил: «Отвали!», и закрыл дверь чулана. Лав: «Он пытался быть таким презренным. Я слышала этот рифф на нижнем этаже». Пара делила дневник, в котором они писали свои тексты. Биограф Кобейна Чарльз Кросс отметил, что тексты Лав сильно воодушевили Кобейна на песню. Название песни появилось от шкатулки в форме сердца, которую Лав подарила Кобейну. Однако первоначально Кобейн назвал песню «Heart-Shaped Coffin» (рус. Гроб в форме сердца).
Nirvana испытывала трудности с песней. Во время джем-сейшна, Кобейн пытался привлечь остальных участников группы завершить песню. Он сказал: «Во время тех репетиций, я надеялся на то, что Крист и Дэйв придумают какие-то идеи для песни, но все время, выходил лишь шум». Однажды Кобейн предпринял последнюю попытку закончить песню. Он придумал вокальную мелодию, и группа, наконец, закончила написание песни. Кобейн сказал, что когда они закончили «Heart-Shaped Box», «Мы поняли, что это неплохая песня».
В январе 1993 года, во время сессий с Крейгом Монтгомери в Рио-де-Жанейро, Бразилия, группа записала демо-версию «Heart-Shaped Box». Версия с In Utero была записана в феврале того же года Стивом Альбини в Каннон-Фолс, штат Миннесота. До выхода альбома, трек был заново смикширован Скоттом Литтом. Кобейн утверждал, что вокал и бас-гитара звучали не достаточно громко. Бас-гитарист Nirvana Крист Новоселич также был недоволен оригинальным миксом «Heart-Shaped Box». В интервью 1993 года журналу Chicago Sun-Times, он сказал, что первоначальный эффект на гитарном соло звучал «как выкидыш, ударяющийся об пол». При ремиксе песни Литтом, Кобейн добавил акустическую гитару и бэк-вокал.

## Текст песни
Кобейн утверждал, что на написание «Heart-Shaped Box» его вдохновили телепрограммы о детях, больных раком: «Мысли об этом [о больных детях] портят мне настроение гораздо сильнее, чем все остальное». Однако биографы не раз отмечали, что песня, «вопреки объяснению Кобейна, была, казалось, посвящена Кортни Лав». Об этом говорит и название песни (рус. Шкатулка в форме сердца): вскоре после того, как Кортни познакомилась с Куртом, она подарила ему такую шкатулку из своей коллекции. «Это была шкатулка в форме сердца, в которой были крошечная фарфоровая кукла, три засохших розы, миниатюрная чайная чашка и покрытые шеллаком ракушки… На Курта произвела впечатление кукла; к 1990 году куклы были одним из многих средств, которые он использовал для своих художественных проектов». Строчка «Я заперт в твоей шкатулке в форме сердца уже много недель» вероятно намекает на их семейные отношения.

## Видео
Видеоклип «Heart-Shaped Box» появился на телеэкранах в сентябре 1993 г. Он полон тревожных и противоречивых образов; в нём Курт реализовал некоторые идеи, которые должны были войти в клип «In Bloom» (в его дневниках сохранился план видео, где появляется девочка в наряде палача, с которой ветром срывает колпак, маковые поля и пр. Однако в итоге для In Bloom был снят клип-пародия на музыкальные программы 60-х гг.). Видео начинается со сцены в больничной палате, где участники Nirvana сидят возле постели старика, лежащего под капельницей (на эту роль приглашался Уильям Берроуз, с которым Кобейн записал песню «The Priest They Called Him», однако писатель ответил отказом); затем этот же старик появляется в маковом поле в шапке Санта-Клауса и восходит на крест. Бескрайние маковые поля напоминают о фильме «Волшебник страны Оз» 1939 года. Появляющаяся в клипе маленькая девочка в наряде палача — Келси Рор. Первоначально предполагалось, что клип будет снимать Кевин Керслэйк, работавший над видео «Come as You Are», «Lithium», «In Bloom» и «Sliver», но Nirvana предпочла сотрудничество с Антоном Корбейном. Керслэйк подал на группу в суд за использование в клипе его идей, однако в связи со смертью Кобейна процесс был остановлен. В августе 1994 на MTV видео выиграло в номинации «Best Alternative Video» третий раз подряд.

## Список композиций
Автор песен — Курт Кобейн, кроме отмеченных.
1. «Heart-Shaped Box» — 4:39
2. «Milk It» — 3:52
3. «Marigold» (Дэйв Грол) — 2:33

## Позиция в хит-парадах
| Хит-парад (1993)                      | Позиция |
| ------------------------------------- | ------- |
| Australian Singles Chart              | 21      |
| Dutch Top 40                          | 32      |
| Dutch Top 100 Singles Chart           | 36      |
| Finnish Mitä hittiä Chart             | 6       |
| Finnish Singles Chart                 | 14      |
| French Singles Chart                  | 37      |
| Irish Singles Chart                   | 6       |
| New Zealand Singles Chart             | 9       |
| Swedish Singles Chart                 | 16      |
| UK Singles Chart                      | 5       |
| U.S. Billboard Mainstream Rock Tracks | 4       |
| U.S. Billboard Modern Rock Tracks     | 1       |